# なりた洋
なりた 洋（なりた ひろ、生年不明 - 2017年1月26日）は、日本の司会者。TAC（テクニカル・アクターズ・クラブ）所属。
愛称はヒロちゃん。一部では成田ヒロ表記も見られる。

## 来歴・人物
東京ドームシティアトラクションズ（元・後楽園ゆうえんち）の野外劇場およびスカイシアターで上演されていたヒーローショーで司会を務めていたことで知られる。
少なくとも1983年の『大戦隊ゴーグルファイブ』ショーのときには既に司会を行なっており、2007年の『獣拳戦隊ゲキレンジャー』ショーまで、25年以上も司会を務めていた。
彼が司会を務めたショーは、彼の「まったね〜!」の声で締めくくられるのがお約束となっていた。
2006年頃になると、なりた以外の人物が公演の司会を務めることも多くなっていたが、当初は全公演の司会を1人で行っていた。
しかし、2008年の『炎神戦隊ゴーオンジャー さよならスカイシアター! 熱き思いよ甦れ!!』では、久しぶりに司会に復活した。
2006年11月19日に行われたライブイベント「スーパー戦隊“魂”II」にもサプライズゲストとして出演した。
2008年、テレビアニメ『バンブーブレード』第20話へ本人役として特別出演。エンディングクレジットには「なりた洋（本人）」と記載された。